# Zimonyi csata
A zimonyi csata vagy Száva-menti csata 1167. július 8-án zajlott a Magyar Királyság és a Bizánci Birodalom erői között a Száva torkolatánál, Zimony vára mellett. Az ütközet döntő bizánci győzelemmel végződött és az I. Manuél császár haláláig lezárta a magyar–bizánci ellenségeskedéseket. A háború eredményeképpen Magyarország elvesztette Dalmáciát, Boszniát és a Szerémséget, de III. Béla a császár halála után minden elvesztett területet visszaszerzett.

## Előzmények
1162-ben meghalt II. Géza magyar király és a trónon kiskorú fia, a 15 éves III. István követte. I. Manuél bizánci császár ezt megfelelő alkalomnak látta, hogy az 1140-es és 50-es években sok gondot okozó királyságot vazallusává tegye. Csapatokkal támogatta az elhunyt király öccseit, Lászlót és Istvánt, akik rövid időre el is tudták foglalni a magyar trónt, de sem a főnemesek többsége, sem az egyház nem fogadta el uralmukat és végül mindkettejüket megmérgezték. Az 1163-ban kikényszerített béke értelmében III. István öccse, Béla túszként Konstantinápolyba került, a magyarok pedig átadták volna Dalmáciát és Horvátországot. Az egyezményt nem tartották be, a magyarok megszállták a IV. Istvánnak fenntartott Szerémséget és a háború kiújult. Bizánc elfoglalta Boszniát, Dalmáciát és a Szerémséget, 1166-ban viszont a Dénes, Bács vármegye ispánja által vezetett magyar hadsereg vereséget szenvedett a bizánci sztratégosztól Zimonynál.

## A csata

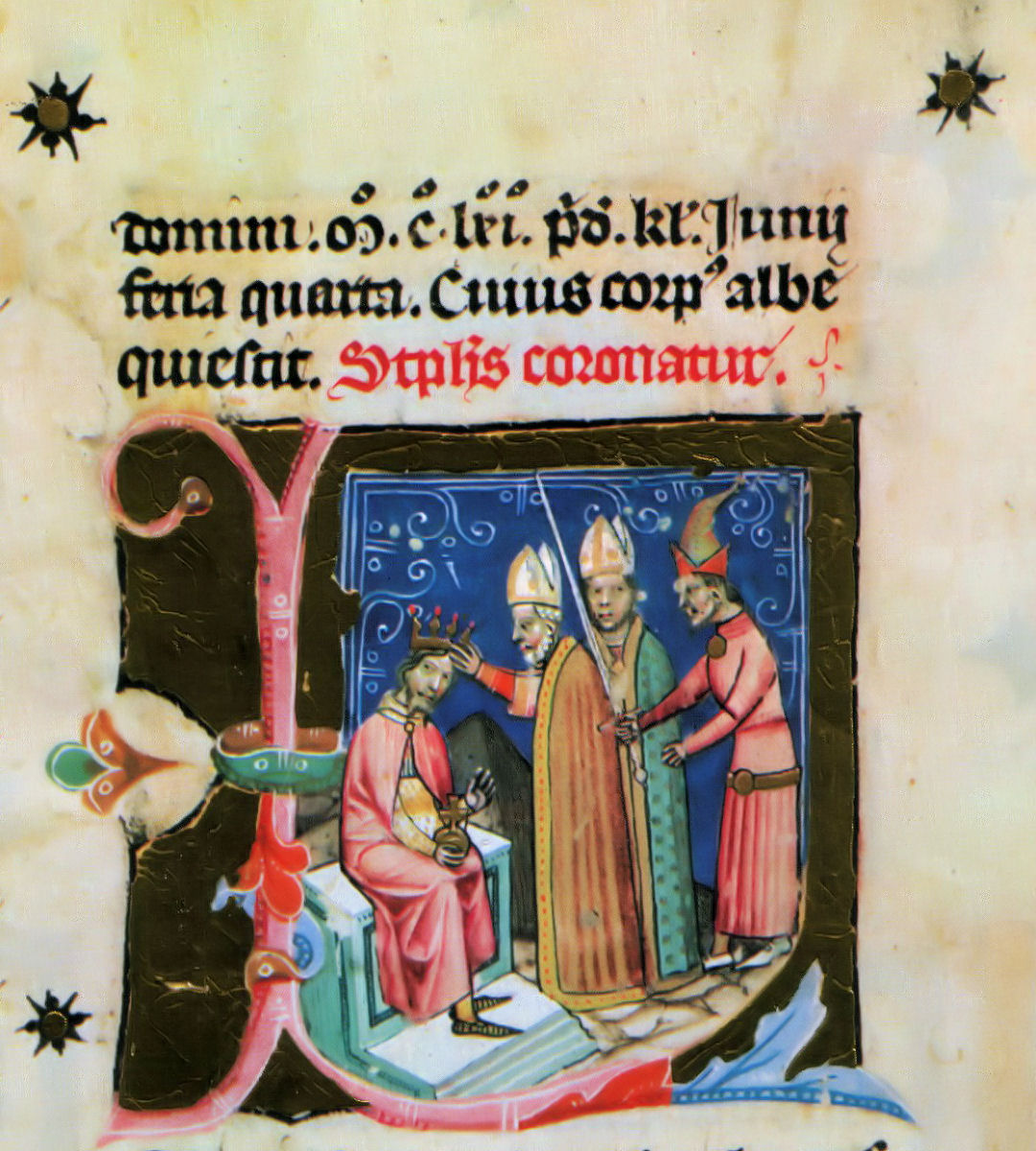
III. István megkoronázása (Képes Krónika)

A Száva dunai torkolatánál lefolyt döntő csatáról Ioannesz Kinnamosz bizánci történetíró tudósított. A bizánci sereg kétharmadban görög, egyharmadban zsoldos és vazallus csapatokból állt. Szokás szerint három részre (jobbszárny, balszárny, zöm) osztották és a Szávának háttal helyezkedett el. A gyalogosok első vonala elé kun és szeldzsuk lovasíjászokat és nyugati zsoldos lovagokat állítottak. A derékhadat maga Kontosztéphanosz vezette és a császári varég testőrség egy része is ide volt beosztva, ezenkívül elit hetaireiai, lombard zsoldosok, oláh lovasok és 500 páncélos szerb gyalogos (Nemanja István szerb fejedelem nem sokkal korábban volt kénytelen behódolni Konstantinápolynak). A balszárnyat Georgiosz és Demetriosz Vranasz vezette és görög reguláris és vazallus katonaságból állt. A jobbszárny parancsnoka Andronikosz Lapardasz volt, és ide elit bizánciakat és német, valamint török zsoldosokat állítottak. A szárnyak mögé segédcsapatokat állítottak, amelyek egyben védtek az ellenséges átkarolás ellen és ha lehetőség adódott, maguk karolhatták át az ellenség szárnyait. A derékhad mögött a gyalogosokból (köztük nehézpáncélos szeldzsukokból) és íjászokból álló tartalék kapott helyet. 
A magyar hadsereget Dénes bácsi ispán (az 1180-as években nádor) vezette, akit a bizánci krónikás Dionüszioszként említ. A magyar derékhad első vonalait páncélozott lovakon ülő vértes lovagok alkották. A görög történetíró szerint a magyar vezér válogatás nélkül rakta egymás mellé a lovasokat és gyalogosokat, de feltehetően ez azt jelentette, hogy a gyalogosokat a lovasság mögé vonták, mivel a csatát lovasrohammal akarták eldönteni. Honiatész leírása szerint a magyar sereg lovagokból, íjászokból és könnyűgyalogosokból állt. 
A csata kezdetén Kontosztéphanosz parancsa szerint a csatarend előtt felsorakozott bizánci könnyűlovasok a magyar sereg felé vágtattak és nyilaikkal megpróbáltak támadást kiprovokálni. A bizánci hadvezér terve az volt, hogy a rohamozó magyar nehézlovasok hadrendjét felbontsa és a lovasíjászok kitérő manőverével a roham lendületét megtörje. Bár a nyilak kevés kárt okoztak, a magyar derékhad támadásba lendült. A könnyűlovasoknak kétoldalt sikerült kitérniük, de a bizánci balszárny megtört - maga Demetriosz Vranasz is megsérült és fogságba esett - és a fele megfutamodott és átmenekült a Száva túlpartjára, ahol rendezték soraikat. A derékhadnak és a jobbszárnynak sikerült tartania a magyarok rohamát. Kontosztéphanosz ezután jobboldalt ellenrohamot vezényelt és az újrarendezett balszárny is átkarolta a magyar jobbszárnyat, melyet feltartott a nem megfutó két balszárnyi ezred. Véres kézitusa következett, melyben a láncingek ellen különösen hatékonynak bizonyultak a bizánci elit egységek buzogányai. Kontosztéphanosz ekkor bevetette minden tartalékát, ellentámadást indított középen és visszanyomta a magyarok sorait. A magyar sorok megtörtek, majd menekülni kezdtek. A bizánciak elfogták az ökrök vontatta kerekes emelvényre szerelt magyar hadizászlót is. Dénes ispán elvesztette a lovát, de sikerült elmenekülnie. A Dunán át menekülők egy részét a bizánci folyami flotta fogta el vagy ölte meg. Összesen 800 magyar esett fogságba, köztük öt ispán. A csatatéren kétezer vértet és számolatlan sisakot, pajzsot és kardot szedtek össze. 
Éjszakára a görögök visszatértek a táborukba és másnap foglalták el a teljesen üres magyar tábort. 
Kontosztéphanosz a győztes csata után nem nyomult tovább, hanem lerombolta a zimonyi várat és talán a jelentős veszteségek miatt visszatért Konstantinápolyba, ahol diadalünneppel fogadták.

## Következmények

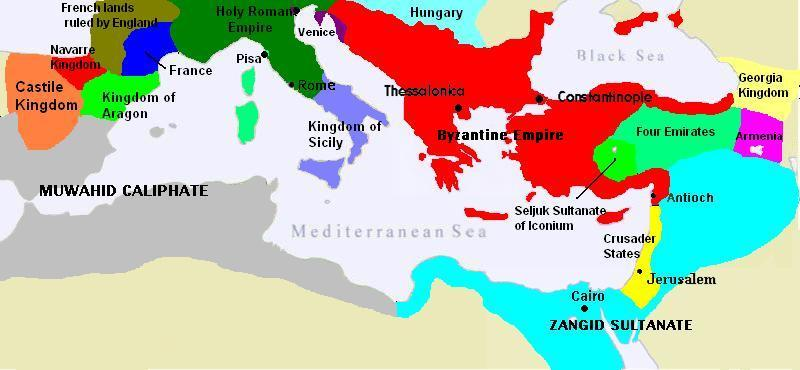
A Bizánci Birodalom 1173-ban

A zimonyi csata után III. István békét kért és elfogadta a császár feltételeit: átadta a Szerémséget, lemondott Dalmáciáról és Boszniáról és hadisarcot fizetett. A béke biztosítására túszokat adott. Manuél biztosította a birodalom északi határát, azonban a Magyar Királyságot nem sikerült függésbe vonnia. 
1172-ben István meghalt és a magyar trónt a Bizáncban nevelkedő III. Béla foglalta el. Béla megesküdött, hogy nem támad Bizáncra és hű marad Manuélhez. A császár 1180-as halála után azonban rátámadt az utódlás káoszába merült birodalomra és valamennyi elvesztett területet visszafoglalta. 

## Fordítás
- Ez a szócikk részben vagy egészben  a   Battle of Sirmium című angol Wikipédia-szócikk ezen változatának fordításán alapul.  Az eredeti cikk szerkesztőit annak laptörténete sorolja fel. Ez a jelzés csupán a megfogalmazás eredetét és a szerzői jogokat jelzi, nem szolgál a cikkben szereplő információk forrásmegjelöléseként.